# Al-Muhassin al-Tanûkhî
Œuvres principales
- Nishwar al-muhâdara
- Al-faraj ba'd al-shidda

Abū ‘Alī al-Muḥassin b. ʿAlī al-Tanūḫī est un auteur arabe. Il est né aux alentours de 940 et mort en 994 à Bagdad, lieu où il a exercé longuement la fonction de cadi. Il est particulièrement renommé pour son œuvre littéraire, Nišwār al-muḥāḍara, truffée d'anecdotes et d'intrigues qui lui ont été rapportées.